# Ramón Vargas-Machuca Ortega
Ramón Arturo Vargas-Machuca Ortega (Medina-Sidonia, 1948) és un filòsof, polític i professor universitari espanyol.

## Biografia
Format en la seva infància i adolescència a Jerez de la Frontera i al seminari de Cadis, va començar estudis de Filosofia i Lletres a la Universitat Pontifícia de Salamanca, i els acabà a la universitat pública de Salamanca, on es doctorà el 1980 amb la tesi Ideología, Ciencia y Filosofía en la obra de Antonio Gramsci.
Encara que en els seus inicis es va bolcar cap als moviments cristians de base oposats a la dictadura franquista, més tard es va decantar per un marxisme de caràcter socialista democràtic. Es va incorporar al Partit Socialista Obrer Espanyol el 1974, quan aquesta formació era encara clandestina, mentre Vargas-Machuca era a Cadis ensenyant Història de Filosofia a la universitat. També va ser actiu militant de la Unió General de Treballadors.
En la seva activitat política durant i després de la transició va ser membre del Comitè Federal del PSOE de 1976 a 1997, diputat al Congrés dels Diputats per la província de Cadis des de la Legislatura Constituent (1977 - 1979) fins a juny de 1993. Va ser Secretari Primer de la Taula del Congrés de 1986 a 1993.
Després d'abandonar la política activa, va ser professor investigador a la Universitat Yale, i va estar a Xile, a l'Institut Universitari Europeu de Florència i l'Instittuto Gramsci de Roma, a Itàlia. El 2001 va obtenir la càtedra de Filosofia Política de la facultat de Filosofia i Lletres de la universitat de Cadis.
És col·laborador habitual del diari El País, Diario de Cádiz i la cadena SER. També a revistes de pensament com Temas, dirigida per Alfonso Guerra, Claves de Razón Práctica i la Revista Leviatán. És membre de la Fundación Pablo Iglesias.
Del conjunt de la seva obra desataquen El poder moral de la razón. La filosofía de Gramsci, (Tecnos, Madrid, 1982), fruit de la seva tesi doctoral;  La utopía racional, junt amb Miguel Ángel Quintanilla Fisac, Premi Espasa d'assaig el 1989; Concepciones de la ética, amb altres autors (1992), i La democracia post-liberal, edit. Sistema (1996).
Està casat amb Josefina Junquera Coca, també militant del Partit Socialista Obrer Espanyol, i regidora de l'ajuntament de Cadis.